# فريدريك بيشت
فريدريك بيشت هي ممثلة ألمانية ولدت في 14 أكتوبر 1986.

## روابط خارجية
- فريدريك بكت على موقع IMDb (الإنجليزية)
- فريدريك بكت على موقع مونزينجر (الألمانية)
- فريدريك بكت على موقع قاعدة بيانات الأفلام العربية
- فريدريك بكت على موقع ألو سيني (الفرنسية)
- فريدريك بكت على موقع أول موفي (الإنجليزية)
- فريدريك بكت على موقع قاعدة بيانات الأفلام السويدية (السويدية)
- فريدريك بكت على موقع قاعدة بيانات الأفلام السويدية (السويدية)
- فريدريك بكت على موقع قاعدة بيانات الفيلم (الإنجليزية)
- فريدريك بكت على موقع كينوبويسك (الروسية)